# Izuna 2: The Unemployed Ninja Returns
Izuna 2: The Unemployed Ninja Returns (降魔霊符伝イヅナ 弐, Gōma Reifu Den Izuna Ni) est un jeu vidéo de type action-RPG et dungeon crawler développé par Ninja Studio et édité par Success, sorti en 2007 sur Nintendo DS.
Il fait suite à Izuna: The Legend of the Ninja.

## Accueil
- 1UP.com B-[1]
- Destructoid : 7/10[2]
- GamePro : 3,5/5[3]
- GameZone : 7,4/10[4]
- IGN : 6/10[5]
- Nintendo Power : 5/10[6]